# Аброкома мендоська
Аброкома мендоська (Abrocoma vaccarum) — вид ссавців роду аброкома ряду гризуни. Вид відомий тільки з однієї місцевості: Пунта де Вакас, провінція Мендоса, Аргентина 3000 м над рівнем моря.

## Зовнішній вигляд
Спинне забарвлення, в тому числі верх хвоста, сірувате з деяким коричневим відтінком, особливо уздовж середньої лінії. Волоски живота сірі біля основи й протягом більшої частини своєї довжини, з білуватими кінчиками. Передні й задні лапи покриті білуватим волосся. Хвіст знизу білий. Розмір середній, діапазон загальної довжиною від 259 до 285 мм, довжина голови і тіла коливається від 165 до 191 мм довжина хвоста становить 94 мм, довжина задніх ніг становить від 27,3 до 28,0 мм і довжина вуха в діапазоні від 25,0 до 27,0 мм. 